# Peter Fabian
Peter Fabian (* 11. Oktober 1937 in Dresden; † 11. März 2014) war ein deutscher Atmosphärenchemiker und -physiker sowie Ordinarius für Bioklimatologie und Immissionsforschung der TU München.

## Leben
Fabian studierte Physik, Geophysik und Meteorologie in Göttingen und Innsbruck und promovierte 1966 mit einer Arbeit über atmosphärisches Ozon.
Anschließend ging er als Postdoc an die "University of California" und leitete danach die Forschungsgruppe Spurengase am damaligen Max-Planck-Institut für Aeronomie (heute MPI für Sonnensystemforschung), wo er unter anderem die Vertikalverteilung wichtiger Halogenkohlenwasserstoffe bestimmte. 1988 wurde er an die forstwissenschaftliche Fakultät der Ludwig-Maximilians-Universität München berufen, der von 1997 bis 1999 als Dekan vorstand.
Fabian forschte weiterhin über Photooxidantien und ihre Chemie im Rahmen des Sonderforschungsbereichs 607, für den unter anderem die erste Anlage zur kontrollierten Ozonbegasung der Kronen von Waldbäumen entwickelt wurde. Nach seiner Pensionierung forschte er in einem DFG-Projekt über den Eintrag von Nährstoffen über Regen und Nebel in einem Bergregenwald in Ecuador. Neben 225 Fachbeiträgen hat er drei Sachbücher über Atmosphärenforschung und Klimaforschung veröffentlicht.
Er war in zahlreichen Gremien nationaler und internationaler Forschungsorganisationen tätig. Vor allem war er Mitgründer und erster Präsident der European Geosciences Union (EGU) und Vizepräsident und Präsident der European Geophysical Society.

## Publikationen (Auswahl)
- Atmosphäre und Umwelt: Chemische Prozesse, menschliche Eingriffe. Ozon-Schicht, Luftverschmutzung, Smog, saurer Regen. Springer, Berlin 1984; 4., erweiterte und aktualisierte Auflage 1992, ISBN 3-540-55773-3.
- Leben im Treibhaus. Unser Klimasystem – und was wir daraus machen. Springer, Berlin 2002, ISBN 3-540-43361-9.
- mit Martin Dameris: Ozone in the Atmosphere: Basic Principles, Natural and Human Impacts. Springer, Berlin 2014, ISBN 978-3-642-54098-1.